# Una tazza di caffè/La voce del vento
Una tazza di caffè/La voce del vento è un 45 giri di Anna Maria Izzo, pubblicato nel 1971 dalla Fontana Records.

## Il disco
Si tratta del sesto disco da solista della ex-cantante de La Cricca. Entrambi i brani sono stati scritti da Luigi Albertelli per il testo e da Piero Soffici per la musica.

## Tracce
- Lato A

1. Una tazza di caffè

- Lato B

1. La voce del vento